# ベルナル・ディアス・デル・カスティリョ

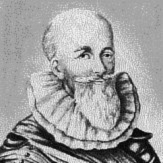
ベルナル・ディアス・デル・カスティリョ

ベルナル・ディアス・デル・カスティリョ（Bernal Díaz del Castillo, 1496年 – 1584年）は、『メキシコ征服記 (Historia verdadera de la conquista de la Nueva España)』の著者として知られるスペインのコンキスタドール。エルナン・コルテスにロデレロ（スペインの歩兵）として仕え、コルテスのメキシコ征服に参加した。

## 生涯

### 生い立ち
ベルナル・ディアス・デル・カスティリョはスペインのメディナ・デル・カンポ (Medina del Campo) に生まれた。父親は町のレヒドール（参事）を務め、それなりの経済力を持っていたため、ベルナル・ディアスは読み書き能力を身につけるための十分な教育を受けることができた。

### 新大陸への渡航と征服活動
ディアスは1514年にスペインから新世界のキューバに渡ったが、2年経ってもほとんど立身出世の機会を得られないでいた。その頃、スペイン人が持ち込んだ疫病とスペイン人による強制労働によってキューバ島のインディオが激減していたため、1517年に代わりの労働力を求めてカリブ海の島々に遠征隊が送り込まれた。ディアスはフランシスコ・エルナンデス・デ・コルドバ率いる遠征隊に参加した。この遠征はユカタン半島を発見するという成果を挙げたが、マヤ人の襲撃を受けたり、飢えや渇きに苦しめられるなど困難を極め、キューバに帰還するまで惨憺たる状態だった。しかし、ディアスは新しく発見された土地を調査するためにフアン・デ・グリハルバ率いる遠征に参加し、再びユカタン半島に渡った。その後キューバへの帰還中にコルテス率いる新しい遠征に参加した。ディアスにとって3度目となるこの遠征は、メソアメリカのアステカ王国に終止符を打つ、歴史上著名な軍事作戦の1つとなった。

### メキシコ征服記の執筆

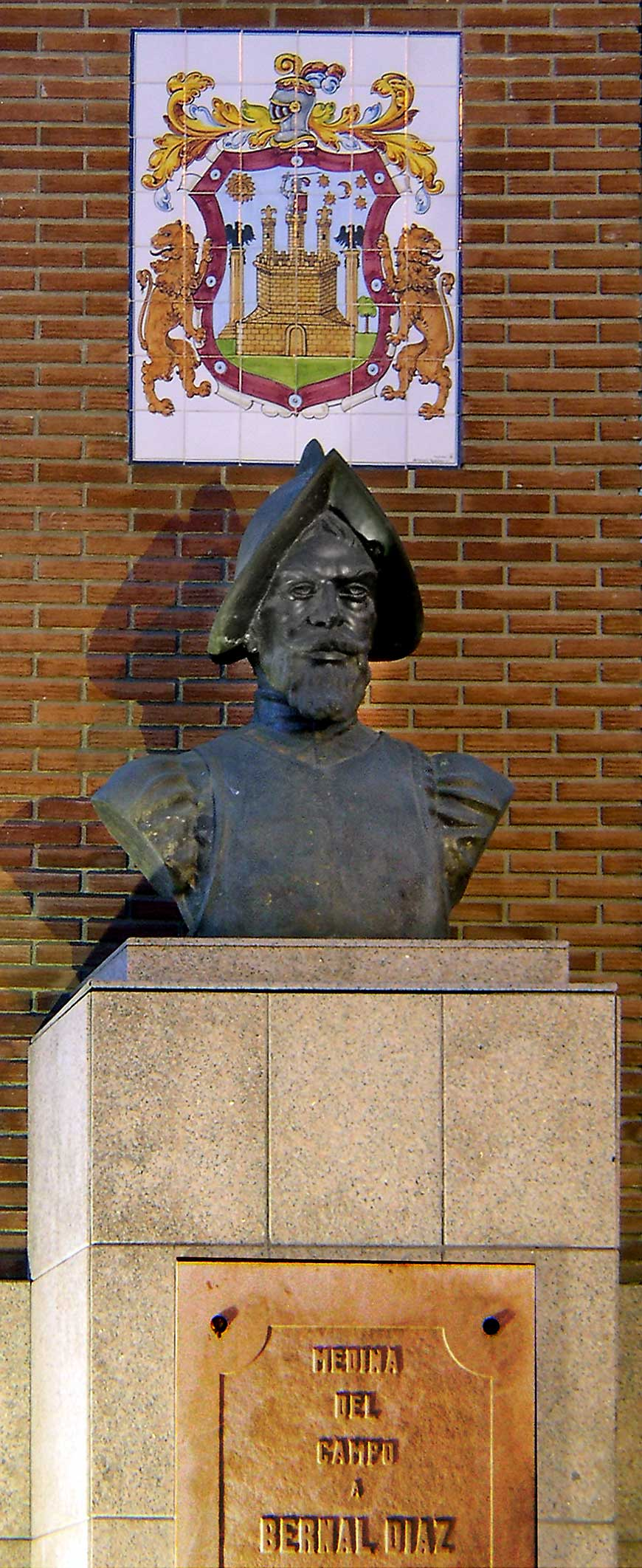
スペインのメディナ・デル・カンポにあるベルナル・ディアス・デル・カスティリョの記念碑

メキシコ征服を始めとする数々の功績により、ディアスはサンティアゴ・デ・ロス・カバレロ（現在のグアテマラのアンティグア）のレヒドール（参事）に任命された。その後、メキシコ征服から50年にわたる自伝を書き始め、1568年までに『メキシコ征服記』としてまとめ上げた。メキシコ征服記以前にも、メキシコ征服に関する伝記としてコルテスの従軍神父フランシスコ・ロペス・デ・ゴマラによって記述された『インディアス全史 (Historia general de las Indias)』があった。しかし、その記述の大半はコルテス1人の賞賛に終始しており、コルテスの部下や軍全体の功績についてはほとんど触れられていなかった。メキシコ征服記の原題『Historia verdadera de la conquista de la Nueva España（直訳：ヌエバ・エスパーニャ征服の真実の歴史）』には、自分や戦友の戦功を残すべきであると思っていたディアスの意図が込められている。
ディアスはメキシコ征服記の出版を見ることなく1584年に没した。メキシコ征服記の原稿は1632年にマドリード図書館で発見され、最終的に出版された。メキシコ征服記はディアス自身が参加した119回もの戦闘について、ディアスや軍隊の仲間が目撃したことや経験したことをありのままに、しばしば兵卒の観点から伝えている。今日、その首尾一貫した記述はアステカの崩壊およびスペインによるメキシコの征服に関する最も重要な一次資料の1つとなっている。